# Indywidualne Mistrzostwa Europy Juniorów na Żużlu 2005
Indywidualne Mistrzostwa Europy Juniorów na Żużlu 2005 – cykl zawodów żużlowych, mających wyłonić najlepszych zawodników indywidualnych mistrzostw Europy juniorów do 19 lat w sezonie 2005. W finale zwyciężył Polak Karol Ząbik.

## Finał
- Mšeno, 20 sierpnia 2005

| Msc. | Zawodnik                 | Kraj      | Pkt   |             |  |
| ---- | ------------------------ | --------- | ----- | ----------- |  |
| 1    | Karol Ząbik              | Polska    | 14    | (3,3,3,3,2) |  |
| 2    | Ķasts Puodžuks           | Łotwa     | 11    | (3,3,1,3,1) |  |
| 3    | Robert Pettersson        | Szwecja   | 10 +3 | (3,0,2,2,3) |  |
| 4    | Paweł Hlib               | Polska    | 10 +2 | (1,3,2,1,3) |  |
| 5    | Ricky Kling              | Szwecja   | 10 +1 | (2,1,3,1,3) |  |
| 6    | Krzysztof Buczkowski     | Polska    | 10 +0 | (1,3,2,2,2) |  |
| 7    | Fritz Wallner            | Austria   | 9     | (2,w,3,2,2) |  |
| 8    | Kevin Wölbert            | Niemcy    | 9     | (2,2,1,3,1) |  |
| 9    | Andreas Messing          | Szwecja   | 8     | (t,2,d,3,3) |  |
| 10   | Mathieu Tresarrieu       | Francja   | 5     | (1,u,3,0,1) |  |
| 11   | Luboš Tomíček            | Czechy    | 5     | (2,1,0,2,0) |  |
| 12   | Patryk Pawlaszczyk       | Polska    | 5     | (1,2,1,0,1) |  |
| 13   | Jan Graversen            | Dania     | 3     | (0,1,2,0,0) |  |
| 14   | Robin Törnqvist          | Szwecja   | 2     | (0,2,0,d,0) |  |
| 15   | Klaus Jakobsen           | Dania     | 2     | (u,0,1,1,0) |  |
| 16   | Maksims Bogdanovs        | Łotwa     | 1     | (0,1,d,d,t) |  |
|      | rez. Jurica Pavlic       | Chorwacja | 5     | (3,2)       |  |
|      | rez. Marcin Jędrzejewski | Polska    | 1     | (1)         |  |

## Bieg po biegu
1. Pettersson, Kling, Hlib, Gravesen
2. Ząbik, Wallner, Buczkowski, Bogdanovs
3. Pavlic, Tomíček, Tresarrieu, Törnqvist, Messing (t)
4. Puodžuks, Wölbert, Pawlaszczyk, Jakobsen (u)
5. Ząbik, Wölbert, Kling, Tresarrieu (u)
6. Buczkowski, Pawlaszczyk, Tomíček, Pettersson
7. Puodžuks, Törnqvist, Gravesen, Wallner (w/u)
8. Hlib, Messing, Bogdanovs, Jakobsen
9. Kling, Buczkowski, Jakobsen, Törnqvist
10. Ząbik, Pettersson, Puodžuks, Messing (d)
11. Tresarrieu, Gravesen, Pawlaszczyk, Bogdanovs (d)
12. Wallner, Hlib, Wölbert, Tomíček
13. Messing, Wallner, Kling, Pawlaszczyk
14. Wölbert, Pettersson, Jędrzejewski, Törnqvist (d)
15. Ząbik, Tomíček, Jakobsen, Gravesen
16. Puodžuks, Buczkowski, Hlib, Tresarrieu (d)
17. Kling, Pavlic, Puodžuks, Tomíček
18. Pettersson, Wallner, Tresarrieu, Jakobsen
19. Messing, Buczkowski, Wölbert, Gravesen
20. Hlib, Ząbik, Pawlaszczyk, Törnqvist
21. Bieg o miejsca 3-6: Pettersson, Hlib, Kling, Buczkowski